# 35197 Longmire
35197 Longmire è un asteroide della fascia principale. Scoperto nel 1994, presenta un'orbita caratterizzata da un semiasse maggiore pari a 2,6670450 UA e da un'eccentricità di 0,2030415, inclinata di 11,47182° rispetto all'eclittica.
È dedicato a Matthew J. Longmire (1958), ingegnere e imprenditore.